# DBIBB
A DBIBB kódjelű vegyület egy fejlesztés alatt álló gyógyszer a sugárzás okozta károsodás enyhítésére. A kísérletek szerint a besugárzás után 72 órán belül adva is hatásos, míg a többi – szintén fejlesztés alatt álló – módszer esetén ez az idő általában 24 óra. Az eddigi eredmények alapján a DBIBB alkalmas lehet a γ-sugárzásnak a vérképző szerveket és az emésztőrendszert károsító hatásának kezelésére.
A DBIBB-t a fukusimai atomerőmű-balesethez hasonló katasztrófákon kívül alkalmaznák a sugárkezelés és  sugárbetegség következményeinek csökkentésében, és hosszú űrbeli tartózkodás alatt (pl. Mars-expedíció) az űrhajósok védelmében.
A kutatások irányítója a Tennessee Egyetemen(en) a magyar Tigyi Gábor.

## Működésmód
A sugárzás okozta DNS-károsodásnak kétféle következménye lehet. Ha a sejt nem veszi észre a károsodást, a módosult sejtek kóros szaporodásnak indulhatnak, ami daganat kialakulásához vezethet. Ha a sejt észreveszi a DNS-károsodást, elpusztítja önmagát (programozott sejthalál), a nagymértékű sejtpusztulás pedig néhány héten belül halálhoz vezethet. A DBIBB ez utóbbi következményt gátolja, több időt adva a sejteknek a  sugárzás okozta DNS-károsodás kijavítására.
A lizofoszfatidsav(en) (LPA) fontos jelátvivő(en) molekula. Már korábban kimutatták, hogy szerepet játszik a programozott sejthalál megelőzésében. Az utóbbi időben több receptorát fedezték fel. A lizofoszfolipid receptorok(en) hidrofób (víztaszító) kötőhellyel rendelkező G-protein-kapcsolt receptorok, ezért a kutatások elsősorban a lipid természetű ligandumokra irányultak. A DBIBB a néhány nem-lipid típusú ligandumok egyike.
A DBIBB LPA2-specifikus agonista. (Az LPA2 az egyik lizofoszfolipid receptor.) A programozott sejthalál (apoptózis) gátlásán kívül növeli a sejtek DNS-javító képességét és annak pontosságát is.